# Maurice Lambert
Maurice Prosper Lambert (25. června 1901, Paříž, Francie – 17. srpna 1964, Londýn, Anglie) byl britský sochař. Byl synem umělce George Washingtona Lamberta a starším bratrem skladatele a dirigenta Constant Lamberta.
Lambert je známý především svými portrétními sochami. Byl členem Seven and Five Society (umělecké sdružení sedmi malířů a pěti sochařů vytvořené v roce 1919 se sídlem v Londýně) a The London Group. Lambert vyučoval sochařství na Royal Academy of Arts v letech 1950 až 1958.

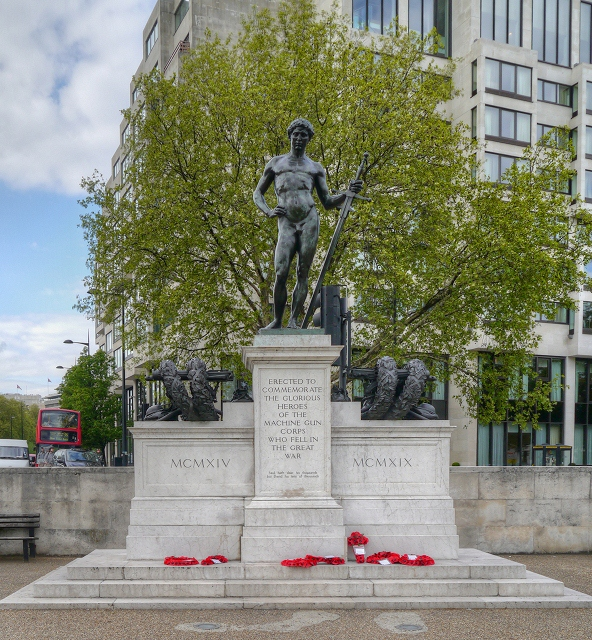
The Machine Gun Corps Memorial, památník padlým v první světové válce. Je zakončen sochou Davida od Francise Derwenta Wooda.

## Životopis
Maurice Lambert se narodil v Paříži v roce 1901. Byl syn australského malíře George Washingtona Lamberta a jeho manželky Amelie Beatrice Absell. Vzdělával se na Manor House School v londýnské čtvrti Clapham. V letech 1918 až 1923 se Lambert učil sochařině u Francise Derwenta Wooda. Během tohoto období Lambert pomohl Woodovi dokončit památník "Machine Gun Corps Memorial" pro Hyde Park Corner v Londýně. V této době také pomáhal v otcově ateliéru jako malířský asistent a model. Lambert se stal Woodovým asistentem v roce 1924. V letech 1920 až 1925 navštěvoval Chelsea College of Art. Dne 27. července se Lambert oženil s Olgou Marií Stuart.
Zemřel na rakovinu tlustého střeva 17. srpna 1964 v Guy's Hospital v Londýně.

## Kariéra
Lambertovy sochy byly poprvé vystaveny v Galerii Goupil na Regent Street na jaře roku 1925, vystavoval především portréty v bronzu. Již v roce 1926 začal Lambert vytvářet sochy s motivy létajících ptáků. V roce 1927 uspořádal svou první samostatnou výstavu v Galerii Claridge. V období od května do července 1928 seděl modelem Lambertovi britský aristokrat a prominentní člen společnosti Bright Youngs Things Stephen Tennant. Lambert vytvářel jeho bustu. Tennant byl z výsledku údajně nadšený a řekl: „Je to velmi zarážející ... kožešinový límec kabátu vypadá jako obrovský mrtvý had, obličej má jedovatou krásu, kterou mám rád.“ Jeho práce byla také součástí výtvarných soutěží na Letních olympijských hrách 1928 a Letních olympijských hrách 1948.
Lambertovo použití široké škály materiálů pro sochařství a řezbářství bylo evidentní na výstavě "New Sculpture by Maurice Lambert" v roce 1929, kde ukázal sochy z mramoru, alabastru, afrického tvrdého dřeva, portlandského kamene a kovu.

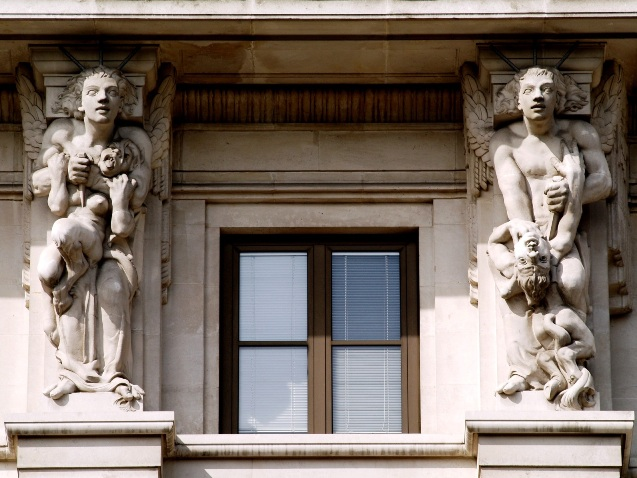
Dvě sochy Maurice Lamberta na 33. Grosvenor Place.

Lambertova čtvrtá a poslední samostatná výstava se konala v roce 1934 v galerii Alex Reid & Lefevre v roce 1934.
V roce 1938 vystavil Lambert na Royal Academy portrét loutnistky Diany Poulton. Přesto že Lambert považoval poprsí stále za nedokončené, dílo svědčí o volnějším zacházení s formou. Lambert bustu později popsal jako jednu ze svých nejlepších prací.
V roce 1952 Lambert vytvořil sochu pro vchod do budovy Time & Life na 1. Bruton Street v Londýně. Ve stejném roce se stal členem Královské akademie. Profesorem sochařství na Královské akademii umění byl v letech 1950 až 1958.
V roce 1956 vystavil Lambert na Královské akademii portrét baletky Margot Fonteyn. Pro tento bronzový odlitek použil Lambert pravděpodobně stejnou slévárnu jako sochař Henry Moore. Moore v dopise Michaelovi Ayrtonovi následující rok poznamenal: Lambertova socha vypadala z fotografií „hrozně“, ale on ji nikdy osobně neviděl - ačkoli poznamenává, že casting musel být „v pořádku“. Lambert přispěl šesti sochami a dvěma věžičkami na sídlo Associated Electrical Industries na 33. Grosvenor Place. Sochy na fasádě budovy zobrazují andělské mužské postavy zápasící s ženskými démony. Věže jsou tvořeny stylizovanými draky.